# Uluberia
Ulubaria est une ville d’Inde ayant en 2001 une population de 202 095 habitants.